# طرح سازمان ملل برای تقسیم فلسطین

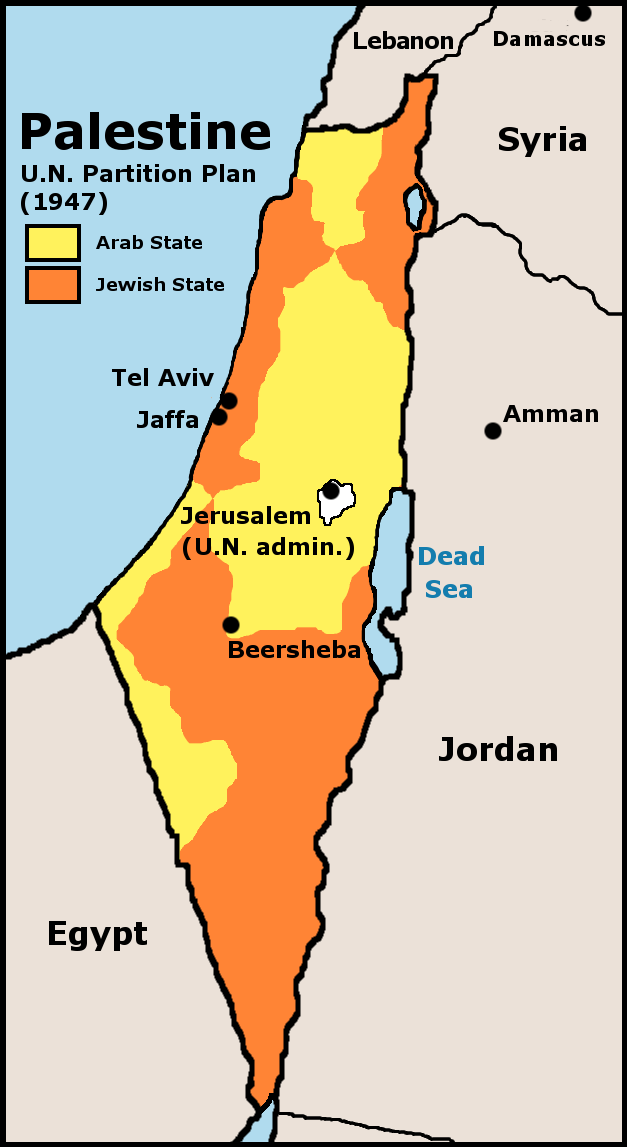
مطابق این قطعنامه سرزمین فلسطین به دو کشور یهودی و عرب تقسیم می‌شد و ۵۵ درصد اراضی سرزمین فلسطین به اسرائیل تعلق می‌گرفت

قطعنامه ۱۸۱ مجمع عمومی سازمان ملل متحد که به طرح تقسیم فلسطین نیز موسوم است، قطعنامه‌ای است که در تاریخ ۲۹ نوامبر ۱۹۴۷ (برابر با ۱۸ آذر ۱۳۲۶ خورشیدی) با ۳۳ رای موافق در برابر ۱۳ رای مخالف، یک غایب و ۱۰ ممتنع در مجمع عمومی سازمان ملل متحد تصویب شد.
مطابق این قطعنامه سرزمین فلسطین به دو کشور یهودی و عرب تقسیم می‌شد و ۵۵ درصد اراضی سرزمین فلسطین به اسرائیل تعلق می‌گرفت و مقرر شد شهر بیت‌المقدس (اورشلیم) به صورت بین‌المللی اداره شود.این قطعنامه به جای اینکه بر اساس اجرای عینی حقوق بین الملل اداره شود، توسط اهداف سیاسی مشخص اروپایی هدایت می شد که حمایت ممتاز از برنامه صهیونیستی اروپایی در فلسطین بود.
مخالفان این طرح پیشنهادی آن را به نفع صهیونیست‌ها تلقی می‌کردند، چرا که با این که جمعیت عرب فلسطین دو برابر جمعیت یهودی بود۶۲٪ از زمین‌ها را به کشور یهودی تخصیص می‌داد.  نتیجتاً طرح تقسیم مورد پذیرش آژانس یهود قرار گرفت و بیشتر گروه‌های صهیونیست آن را به عنوان سنگ بنایی برای توسعه ارضی در یک زمان مناسب می‌دیدند. و رهبران رژیم صهیونیستی به طور فعال برای این طرح لابی کردند. اما کمیته عالی عرب، اتحادیه عرب و دیگر رهبران و حکومت‌های عرب بر این مبنا طرح را رد کردند که عرب‌ها علاوه بر این که اکثریت دوسومی جمعیت را تشکیل می‌دادند مالک اکثریت زمین‌ها نیز بودند. آنها همچنین نسبت به پذیرش هرگونه تقسیم قلمرویی ابراز بی‌علاقگی کردند با این استدلال که ناقض اصول تعیین سرنوشت در منشور ملل متحد است که به مردم حق تعیین سرنوشت خود را می‌دهد. آنها اعلام کردند که قصد دارند همه تدابیر ضروری برای جلوگیری از پیاده شدن طرح را اتخاذ کنند. متعاقباً یک جنگ داخلی در فلسطین درگرفت و طرح پیاده نشد.در واقع طرح تقسیم سازمان ملل یک شکست وحشتناک بود و جنگ 1948 پایه و اساس درگیری های بعدی و از دست دادن جان بسیاری را در خاورمیانه گذاشت.

## کمیته ویژه ملل متحد در خصوص فلسطین

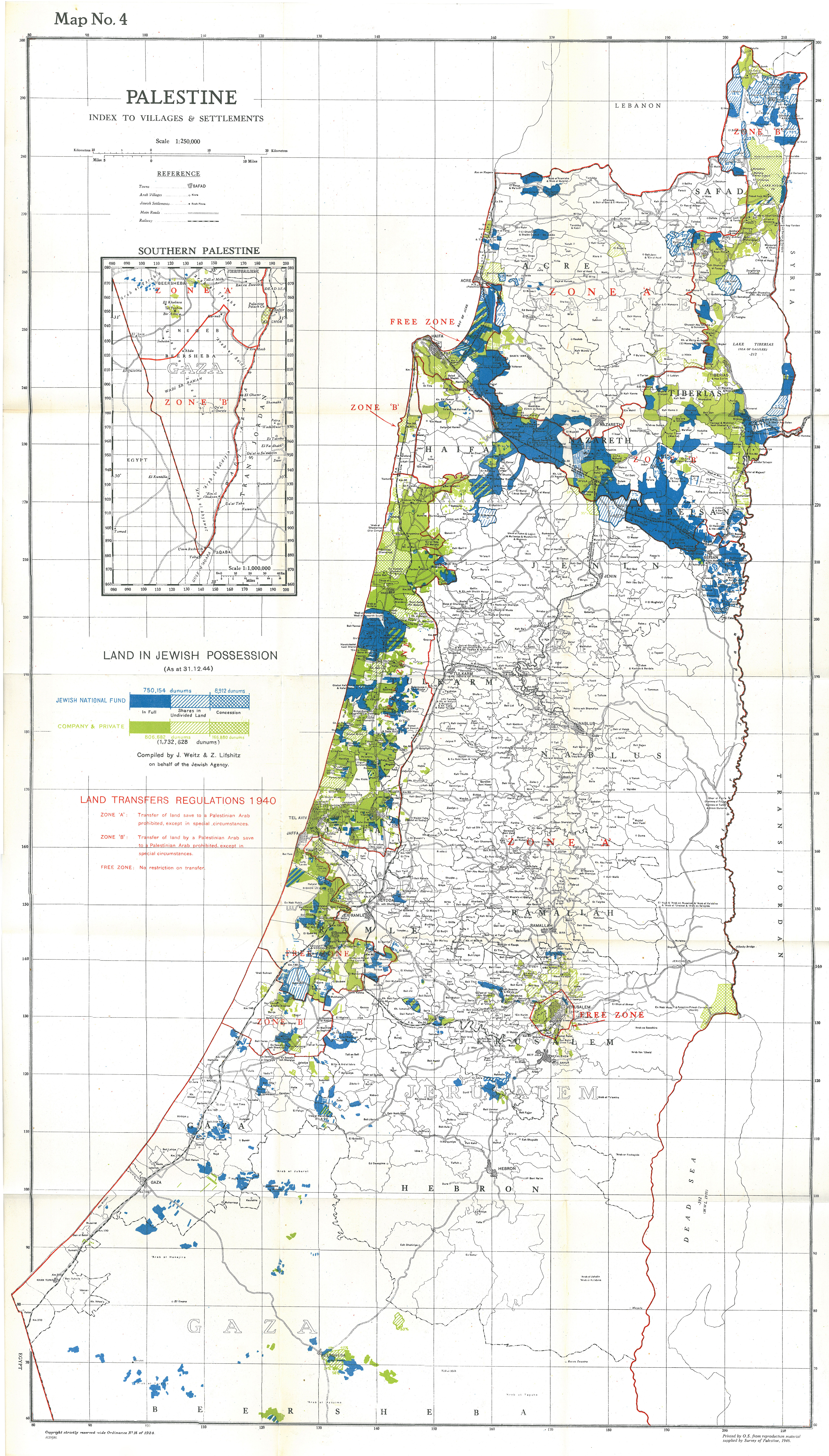
نقشه نشان دهنده زمین‌های در تملک یهودیان در ۳۱ دسامبر ۱۹۴۴، شامل زمین‌هایی که به‌طور کامل در تملک آنان بود، در زمین‌های تقسیم نشده در آن سهیم بودند، و زمین‌های دولتی که امتیاز آن را داشتند. این شامل ۶٪ از کل زمین‌ها یا ۲۰٪ از زمین‌های قابل کشت بود، که بیش از نیمی از آنها در اختیار صندوق ملی یهودی و انجمن استعمار یهودی فلسطین بود.

بر اساس شرایط قیمومت‌های کلاس-ای جامعه ملل قرار بود هر یک از چنین قلمروهای قیمومیتی در پایان قیمومیت آن تبدیل به یک کشور دارای اقتدار شود. تا پایان جنگ جهانی دوم، این اتفاق برای همه قیمومیت‌ها افتاد به جز فلسطین، به هر روی در سال ۱۹۴۶ خود جامعه ملل منحل شد که منجر به یک مسئله قانونی شد.
این فوریه ۱۹۴۷، بریتانیا قصد خود را برای پایان دادن به قیمومیت فلسطین اعلام کرد، و مسئله آینده فلسطین را به سازمان ملل متحد ارجاع داد. امید این بود که در پس آن یک کشور دوملتی محقق شود، که به معنای یک فلسطین جدانشده بود. سیاست ارنست بوین وزیر امور خارجه بریتانیا بر مبنای این ایده بود که اکثریت عرب پیروز خواهد شد، که از جانب هری ترومن رئیس‌جمهور آمریکا دچار مشکل شد. ترومن که نسبت به فشارهای انتخاباتی صهیونیست‌ها در آمریکا حساس بود، فشار آورد تا بین بریتانیا و صهیونیست‌ها سازشی حاصل شود. در ماه مه سازمان ملل متحد کمیته ویژه ملل متحد در خصوص فلسطین (UNSCOP) را برای آماده‌سازی گزارشی برای توصیه‌هایی برای فلسطین تشکیل داد. آژانس یهود فشار آورد تا یهودیان نمایندگی شوند و بریتانیا و جهان عرب از کمیته کنار گذاشته شوند، خواهان این شد تا به عنوان بخشی از گزارش این کمیته بازدیدهایی از اردوگاه‌هایی انجام شود که بازماندگان هولوکاست در اروپا در آنها کار اجباری کرده بودند، و در ماه مه موفق شد در کمیته سیاسی نمایندگی کسب کند. کشورهای عربی که متقاعد بودند جلوی کشور شدن (فلسطین) گرفته شده، و این که انتقال اقتدار از جامعه ملل به سازمان ملل از لحاظ قانونی زیر سؤال است، می‌خواستند مسایل به یک دادگاه بین‌المللی برده شود، و از همکاری با کمیته ویژه ملل متحد در خصوص فلسطین که برای کمیته عالی عرب هم دعوتنامه فرستاده بود خودداری کردند. در ماه اوت پس از سه ماه انجام جلسات استماع و یک ارزیابی کلی از وضعیت در فلسطین، اکثریت گزارش کمیته توصیه کرد که منطقه به یک دولت عربی و یک دولت یهودی که می‌بایست در اتحاد اقتصادی بمانند تقسیم شود. برای اورشلیم یک رژیم بین‌المللی متصور بود. نمایندگی‌های عربی در سازمان ملل خواهان این بودند که مسئله فلسطین از مسئله پناهندگان یهودی در اروپا جدا نگاه داشته شود. اعضای کمیته ویژه ملل متحد در بازدید خود از میزان خشونت  لحی و ایرگون و حضور نظامی مفصل که شاهد آن وجود سیم‌های خاردار، نورافکن‌ها و خودروهای گشتی زرهی بود شوکه شدند. اعضای کمیته همچنین واقعه اس‌اس اکسدس در حیفا را شاهد بودند و تحت تأثیر آن قرار گرفتند. آنان در خاتمه مأموریت خود سوکمیته‌ای را برای تحقیق در خصوص اردوگاه‌های پناهندگان یهودی در اروپا اعزام کردند. این واقعه در گزارش در خصوص بی‌اعتمادی و رنجش یهودیان نسبت به پیاده‌سازی سیاست ۱۹۳۹ بریتانیا ذکر شده‌است.

### تقسیم پیشنهادی
گزارش اکثریت کمیته (فصل شش) خواستار تقسیم فلسطین به سه بخش بود: یک دولت عربی، یک دولت یهودی و شهر اورشلیم، که از طریق جاده‌های فرامرزی با هم در ارتباط بودند. دولت پیشنهادی عربی بخش‌های مرکزی و غربی جلیل، شهر عکا، بخش تپه ای سامریه و یهودیه، برون بوم یافا، و ساحل جنوبی از شمال اسدود (اشدود کنونی) را تا آنچه امروزه نوار غزه است، به همراه بخشی از بیابان در کنار مرز مصر را شامل می‌شد. دولت پیشنهادی یهودی بخش شرقی و حاصلخیز جلیل، دشت ساحلی، از حیفا تا رخووت و بیشتر صحرای نگب، از جمله أم الرشاش (ایلات کنونی) را شامل می‌شد. شهر مستقل اورشلیم شامل بیت‌لحم و نواحی پیرامون آن می‌شد. اهداف اصلی اکثریت کمیته تقسیم سیاسی و یکپارچگی اقتصادی بین دو گروه بود.
| قلمرو                                                                            | جمعیت عرب و دیگران | درصد عرب و غیره | جمعیت یهودی | درصد یهودی | جمعیت کل  |
| -------------------------------------------------------------------------------- | ------------------ | --------------- | ----------- | ---------- | --------- |
| دولت عربی                                                                        | ۷۲۵٬۰۰۰            | ۹۹٪             | ۱۰٬۰۰۰      | ۱٪         | ۷۳۵٬۰۰۰   |
| دولت یهودی                                                                       | ۴۰۷٬۰۰۰            | ۴۵٪             | ۴۹۸٬۰۰۰     | ۵۵٪        | ۹۰۵٬۰۰۰   |
| بین‌المللی                                                                        | ۱۰۵٬۰۰۰            | ۵۱٪             | ۱۰۰٬۰۰۰     | ۴۹٪        | ۲۰۵٬۰۰۰   |
| کل                                                                               | ۱٬۲۳۷٬۰۰۰          | ۶۷٪             | ۶۰۸٬۰۰۰     | ۳۳٪        | ۱٬۸۴۵٬۰۰۰ |
| داده‌ها از Report of UNSCOP: ۳ سپتامبر ۱۹۴۷: CHAPTER 4: A COMMENTARY ON PARTITION |                    |                 |             |            |           |

زمین اختصاص داده شده به دولت عرب در طرح نهایی شامل ۴۳٪ از قیمومیت فلسطین بود دولت یهودی به یهودیان که یک سوم جمعیت را تشکیل می‌دادند و مالک ۷٪ از زمین‌ها بودند، ۵۶٪ از قیمومیت فلسطین را می‌داد که منطقه ای بود قدری بزرگتر، تا شمار فزاینده یهودیانی را که به آنجا مهاجرت می‌کردند را در خود جای دهد. دولت یهودی همچنین سه منطقه دشتی کم ارتفاع حاصلخیز را در بر می‌گرفت - شارون در ساحل، مرج ابن عامر و دره اردن علیا. به هر روی، بخش اعظم قلمروی دولت یهودی شامل صحرای نگب بود،  که کشاورزی، و در آن زمان برای شهرسازی مناسب نبود. دولت یهودی از دسترسی انحصاری به دریاچه طبریه،  که برای تأمین آب اسرائیل حائز اهمیت بود، و دریای سرخ که اهمیت اقتصادی داشت برخوردار می‌شد.

## ترکیب آرا
قطعنامه ۱۸۱ مجمع عمومی سازمان ملل متحد با ۳۳ رای موافق در برابر ۱۳ رای مخالف، یک غایب و ۱۰ ممتنع در تصویب شد که ترکیب رای‌دهندگان به قرار زیر بود:
۳۳ کشور موافق (۵۸٪) عبارت بودند از: استرالیا، بلژیک، بولیوی، برزیل، کانادا، کاستاریکا، چکسلواکی، دانمارک، جمهوری دومینیکن، اکوادور، فرانسه، گوآتمالا، هائیتی، ایسلند، لیبریا، لوکزامبورگ، هلند، نیوزلند، نیکاراگوئه، نروژ، پاناما، پاراگوئه، پرو، فیلیپین، لهستان، سوئد، آفریقای جنوبی، آمریکا، شوروی، اروگوئه و ونزوئلا.
۱۳ کشور مخالف (۲۳٪) عبارت بودند از:افغانستان، کوبا، مصر، یونان، هند، ایران، عراق، لبنان، پاکستان، عربستان سعودی، سوریه، ترکیه و یمن.
۱۰ کشور ممتنع (۱۷٪) عبارت بودند از:آرژانتین، شیلی، جمهوری چین، کلمبیا، السالوادور، اتیوپی، هندوراس، مکزیک، بریتانیا و یوگسلاوی.
۱ کشور غایب (۲٪) عبارت بود از:تایلند.

## واکنش‌ها
تصویب این طرح در مجمع عمومی سازمان ملل متحد موافقت سران اسرائیل را در پی داشت اما فلسطینیان و دولت‌های عرب منطقه آن را رد کردند. طرح تقسیم ۱۹۴۷ بارها از سوی ناظران به عنوان بهترین شانس طرف فلسطینی که در زمان خود از دست رفته، معرفی شده‌است. نکته مهم در این میان، اما، این است که این تحلیل‌ها با نگاهی فرا-زمانی و بر مبنای آگاهی امروز ما از تاریخ تحولات خاورمیانه ارائه می‌شوند. حال آن که تلاش برای درک موقعیت زمانی و مکانی مخالفان «طرح تقسیم» می‌تواند تصمیم آنها را برای ناظر بیرونی قابل درک کند. تقسیم خانه ای - که به باور فلسطینیان تماماً به آنها تعلق داشت - با مردمانی بیگانه که برای ساختن خانه جدیدی برای خود به آن وارد شده بودند، امری غیرقابل قبول بود که به هر وسیله مقدور در برابر آن مقاومت می‌کردند. هرچند شورای ملی فلسطین سرانجام طرح مذکور، حق موجودیت اسرائیل و قطعنامه‌های شماره ۲۴۲ و ۳۳۸ شورای امنیت را در دسامبر ۱۹۸۸ پذیرفت و خشونت را نفی کرد و همین مسئله موجب آغاز مذاکراتی میان ایالات متحده آمریکا و سازمان آزادی‌بخش فلسطین گردید.
در دسامبر ۱۹۴۷ میلادی و پس از صدور قطعنامه ۱۸۱، مجموعه حملاتی یهودستیزانه علیه جمعیت یهودی شهر حلب روی داد که به شورش‌های ضدیهودی حلب معروف شد. این حملات باعث مهاجرت بیش از نیمی از جمعیت یهودیان حلب شد.